# クリスティニア・デバージ
クリスティニア・デバージ（Kristinia DeBarge, 1990年3月8日 - ）は、アメリカ合衆国の女性歌手。1980年代に活躍した兄弟グループDeBargeのメンバー、James DeBargeの実の娘で、2003年にアメリカン・アイドルのスピンオフ番組『American Juniors』に出場したのをきっかけに、音楽活動を本格的に始める。

## 来歴

### 生い立ち
3歳のときに歌手になることを決めるが、その情熱を父親のJamesには12歳になるまで言わなかった。父親に歌を追求したいと告白した同じ日、2人は"How I Feel Inside"というデュエット曲をレコーディングしている。スタジオのセッションが終了したのは朝の4時で、そのとき父に「こんな長時間にもなる大変な仕事を本当にやりたいのか」と聞かれ、クリスティニアは思い出す。「もちろんという答えを聞いて、父は私が本気だということに気づいたのよ」。

### American Juniors & ベイビーフェイスとの出会い
2003年、13歳になったクリスティニアはアメリカン・アイドルのスピンオフ番組『American Juniors』に出場し、クリスティーナ・アギレラの"Reflections"を熱唱。最終20名までに勝ち残こる。番組終了後、クリスティニアは父親のツアーに一緒に出るようになり、彼は毎回娘をステージに上がらせて一緒に歌うようにしていた。ショーの後、人々がクリスティニア自身のサインを求めるようになるまで、そう時間はかからなかった[1]。
転機が訪れたのは14歳のときで、父とのツアーに同行した際にベイビーフェイス(Kenneth "Babyface" Edmonds)を紹介され、一緒に仕事を始める。彼の紹介でクリスティニアはIsland/Def JamレコードのトップL. A. Reidと会い、彼女の19歳の誕生日2日前にアイランド・デフ・ジャム・ミュージック・グループ傘下でベイビーフェイスとJeff Burroughsが新しく設立したSodapop Recordsと契約を結んだ[2]。

### 1stアルバム『EXPOSED』
デビューシングル"Goodbye"は1969年No.1ヒットとなったSteamによる"Na Na Hey Hey (Kiss Him Goodbye)"からのサンプリングを使用した曲で、アメリカでは2009年4月7日にデジタル・ダウンロードがリリースされ、同月の28日にラジオの解禁となる。Billboard Hot 100では最高15位にランクインした。
2009年7月28日に、デビューアルバム『EXPOSED』がリリースされ、Billboard 200で初登場23位にランクインした。
2009年8 - 9月にかけて、ブリトニー・スピアーズのツアーThe Circus Starring: Britney Spearsのオープニングアクトを務める。
2009年11月24日に発売されるコンピレーション・アルバム『A Very Special Christmas Vol.7』に参加し、"Do You Hear What I Hear?"を歌っている。このアルバムの利益はスペシャルオリンピックスのために使われる。

## 音楽

### アルバム
- EXPOSED (2009)

### シングル
| Year | Single        | Chart positions | Chart positions | Chart positions | Chart positions | Chart positions | Album   |
| Year | Single        | US              | CAN             | UK              | AUS             | Swi             | Album   |
| ---- | ------------- | --------------- | --------------- | --------------- | --------------- | --------------- | ------- |
| 2009 | "Goodbye"     | 15              | 15              | —               | 41              | 30              | Exposed |
| 2009 | "Sabotage"    | —               | —               | —               | —               | —               | Exposed |
| 2009 | "Future Love" | 125             | —               | —               | —               | —               | Exposed |

## 受賞/ノミネート

### MTVビデオ・ミュージック・アワーズ
- 最優秀振付賞/ 振付師：ジャマイカ・クラフト (2009) ノミネート